# NGCC Ernest Lapointe
Pour les articles homonymes, voir Lapointe.
Le NGCC Ernest Lapointe est un ancien brise-glace à vapeur, de la Garde côtière canadienne (GCC) ayant servi de 1941 à 1978. Après avoir passé deux ans amarré à Québec, il est finalement remorqué jusqu'à L'Islet le 13 mai 1980, où il est transformé en navire musée au sein du musée maritime du Québec. Installé dans le  parc fluvial de l'institution, ce brise-glace historique constitue l'une des principales attractions, aux côtés d'un autre navire grandeur nature, l'hydroptère NCSM Bras d'Or.

## Origine du nom
Le navire porte le nom d'Ernest Lapointe (1876-1941), un homme politique canadien qui a été député de Kamouraska et de Québec-Est dans le parlement canadien entre 1904 et 1930. En 1921, M. Lapointe est nommé ministre de la Marine et des Pêcheries et en 1924 ministre de la Justice du Canada. M. Lapointe est décédé en 1941, la même année que la mise en service du brise-glace.

## Caractéristiques techniques
Le navire appartient à la catégorie des brise-glaces, ses caractéristiques de construction et de puissance motrice lui permettant de se frayer un passage sur un cours d'eau dont la surface est glacée. Il fait partie de la seconde génération de brise-glaces canadiens et se différencie de la structure des brise-glaces modernes dont l'étrave est fortement inclinée. La puissance des moteurs de l’Ernest Lapointe est de 2 000 cheval-vapeur impérial.

## L'équipage
L'équipage du navire comptait une trentaine de marins divisé en trois fonctions distinctes, le personnel du pont, de la salle des machines et de l'approvisionnement. En plus du capitaine, on retrouve à bord trois officiers, trois timoniers affectés à la conduite du navire, un maître d'équipage et six matelots. L'équipage comptait aussi un chef mécanicien assisté par 3 officiers mécaniciens, trois huileurs et trois chauffeurs. Pour les fonctions reliées à l'approvisionnement, le navire comptait un commissaire de bord, assisté par un chef cuisinier et un assistant, trois garçons de table. Comme le navire devait être en état de marche chaque jour de l'année, la vie à bord était divisée en quarts de travail d'une durée de quatre heures, soit six quarts chaque jour pendant lesquels les marins se relayaient, le premier quart débutant à minuit.
Le capitaine veille à la bonne marche du navire et est secondé par trois officiers. C'est lui qui s'occupe de l'appareillage et de l'accostage du brise-glace ainsi que de la navigation par mauvais temps. En plus de ses fonctions usuelles, le capitaine doit aussi agir à titre d'hôte car le NGCC Ernest Lapointe était le « navire officiel du gouvernement canadien » et recevait fréquemment des visiteurs.
En plus d'être le chef du service de pont, le premier officier est le commandant en second du navire et veille au fonctionnement, à l'approvisionnement, au maintien en bon état du navire et à la tenue de son livre de bord,. Il veille aussi, avec le maître d'équipage, à l'assignation des tâches aux matelots. Le second officier est principalement responsable de la navigation et des communications avec le ministère des transports. Le troisième officier est responsable de l'équipement de sauvetage et d'extinction des incendies ainsi que des équipements de signalisations et de l'opération du système radio.
Parmi les autres membres du personnel de pont, chacun des timoniers gouverne le navire pendant huit heures et le maître d'équipage et les matelots de pont s'occupent de l'entretien et de la propreté du navire. Le chef mécanicien est responsable de tout ce qui touche au bon fonctionnement des machines et des avaries qui peuvent survenir. Le commissaire de bord se charge de la bonne marche des activités d'approvisionnement, de la gestion des menus et du fonctionnement des cuisines.
Pendant sa carrière, le NGCC Ernest Lapointe a vu huit commandants se succéder. Le capitaine Robert Marchand a occupé le poste de capitaine pendant près de vingt-six ans et le capitaine Jean-Paul Michaud pendant plus de six ans, mais le poste de commandant a été occupé à plusieurs reprises pour de courtes durées. Le capitaine de navire Jean-Jules Tremblay a occupé le poste à deux reprises pour de courtes périodes.

## Histoire

### Contexte d'acquisition
Le 2 juin 1936, la loi créant le ministère des Transports du Canada entre en vigueur. Le nouvel organisme assume la gestion de l'ensemble des modes de transports avec comme objectif de mieux coordonner les efforts du gouvernement canadien dans ce domaine. Le ministère, auquel incombe désormais la gestion du transport maritime et la gestion des ports, identifie de nombreux projets d'amélioration en particulier pour la navigation d'hiver. Cependant, le déroulement de la Seconde Guerre mondiale retarde la réalisation de ces améliorations, le ministère devant alors consacrer ses ressources à l'effort de guerre. Malgré tout, le ministère fait construire quelques navires pendant cette période dont un navire pour le Service de la Marine du Ministère, le brise-glace NGCC Ernest-Lapointe,.

### Carrière maritime
La construction de l’Ernest-Lapointe est confiée aux chantiers maritimes de la Davie Shipbuilding (en) de Lauzon et débute le 25 novembre 1939,. Il devait entrer en opération dès le printemps de 1940, mais sa construction fut retardée car le navire qui transportait les moteurs et arrivait d'Allemagne, fut coulé lors de son voyage vers le Canada. Finalement les chantiers de la Davie durent utiliser des machines de propulsion pour des remorqueurs disponibles dans les chantiers de Marine Industries de Sorel. Son lancement a lieu en février 1941, un hiver très doux, et il est alors affecté au chenal maritime sur le lac Saint-Pierre, entre Trois-Rivières et Montréal, avec le Saurel et le N. B. McLean,. Pendant les quinze années suivantes, le Ministère des transports dût composer avec seulement quatre brise-glaces pour ouvrir le chenal matitime sur le fleuve Saint-Laurent,, ce manque de ressource obligeant de les utiliser à outrance.
Pendant une période de cinq mois en 1942, dans le cadre des opérations canadiennes liées à la Seconde Guerre mondiale, il effectue un séjour au Labrador pour aider au ravitaillement de la base aérienne des Forces canadiennes de Goose Bay. Il est alors équipé d'un canon, fixé sur le pont supérieur arrière, ainsi que d'une soute à munitions pour l'entreposage des obus installée dans une partie de l'espace du magasin de vivre. Le brise-glace, camouflé sous une peinture grise, effectue la liaison entre la côte et les navires de guerre ancrés au large en transportant fantassins et aviateurs venus relever les équipes de la base. Il effectue deux nouveaux séjours au Labrador en 1944 et en 1945 effectuant toujours le transbordement des troupes mais étant aussi affecté à la protection de convoi de la Marine canadienne.
Après la fin de la guerre, il est alors réaffecté sur le fleuve Saint-Laurent ou il effectue des opérations de déglaçage du chenal entre Trois-Rivières et Montréal.
L’Ernest Lapointe est finalement retiré du service de la Garde côtière canadienne en 1978, après une carrière maritime qui a duré 37 ans.

### Navire musée

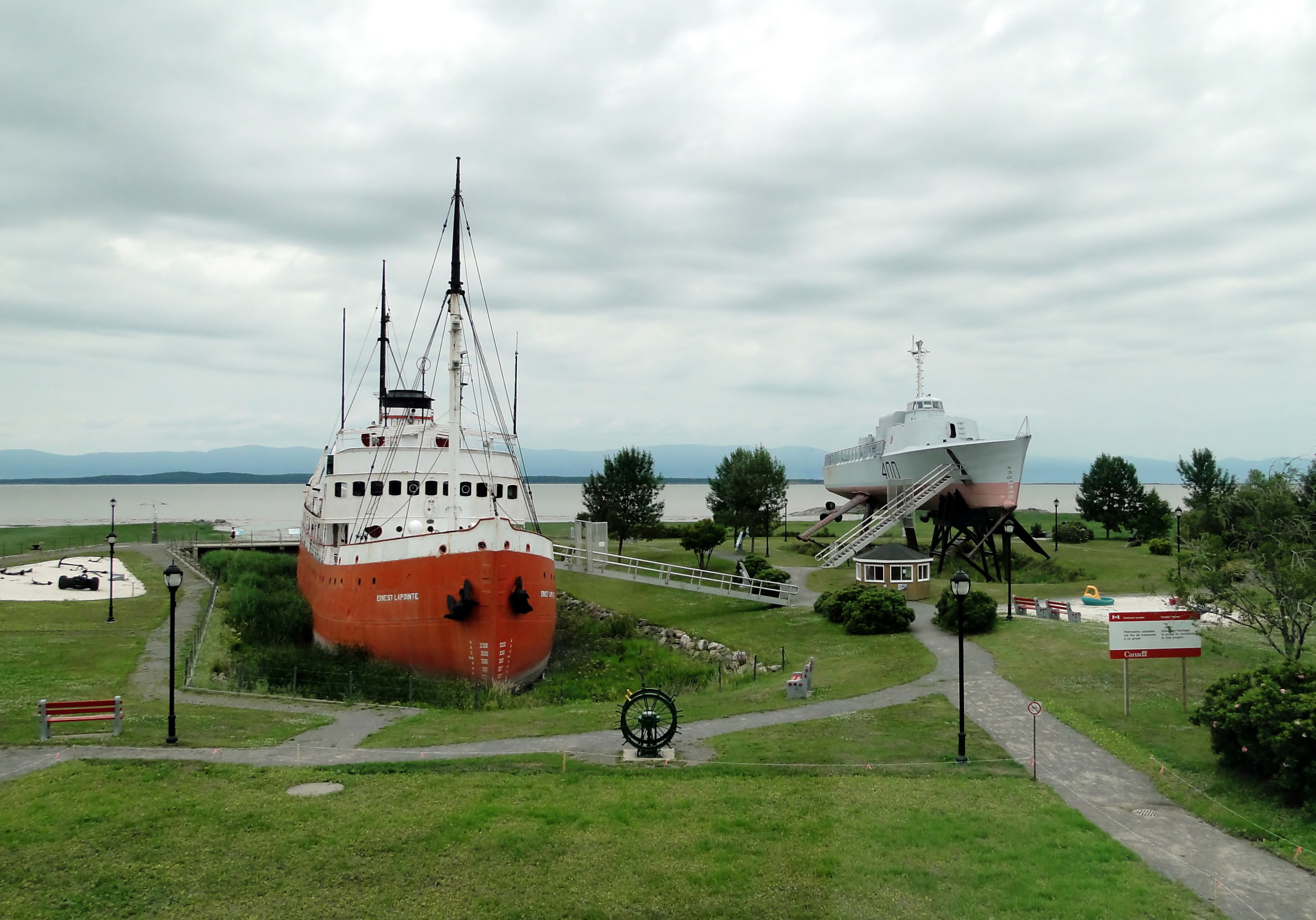
Les navires musées du parc Hydro-Québec du musée maritime du Québec

Après son retrait du service en 1978, le navire reste amarré au port de Québec pendant les deux années qui suivent, dans l'attente d'une décision sur son sort. Le musée maritime du Québec, qui désire faire connaître l'histoire maritime du Québec et s'intéresse à la sauvegarde de son patrimoine maritime, manifeste alors son intérêt pour convertir l’Ernest Lapointe en navire musée.
Le brise-glace représente d'ailleurs un choix avantageux car il est relativement facile de sauvegarder les navires en acier, et ce dernier est dans bon état de conservation. Le NGCC Ernest Lapointe est finalement remorqué jusqu'à L'Islet-sur-Mer, aujourd'hui L'Islet, le 13 mai 1980 pour y être converti en navire musée,. C'est le second navire à être installé dans le parc Hydro-Québec, un parc situé dans la cour arrière du musée en bordure du fleuve Saint-Laurent.
Le navire musée a fait l'objet de rénovations dans le cadre du projet d'agrandissement du musée maritime du Québec en 2009-2011. La fondation J.E. Bernier a alors investit un montant de 250 000 dollars dans une seconde phase de travaux réalisés en 2011 et permettant de restaurer les deux navires exposés dans la cour du musée. Les rénovations sont terminés le 29 mai, à temps pour que l’Ernest Lapointe soit accessible aux visiteurs pendant la période estivale 2011.
Le NGCC Ernest Lapointe est installé dans la cour arrière de l'institution muséale et constitue l'une de ses principales attractions avec un autre navire grandeur nature, le NCSM Bras d'Or, un hydroptère expérimental de la Marine royale canadienne,.

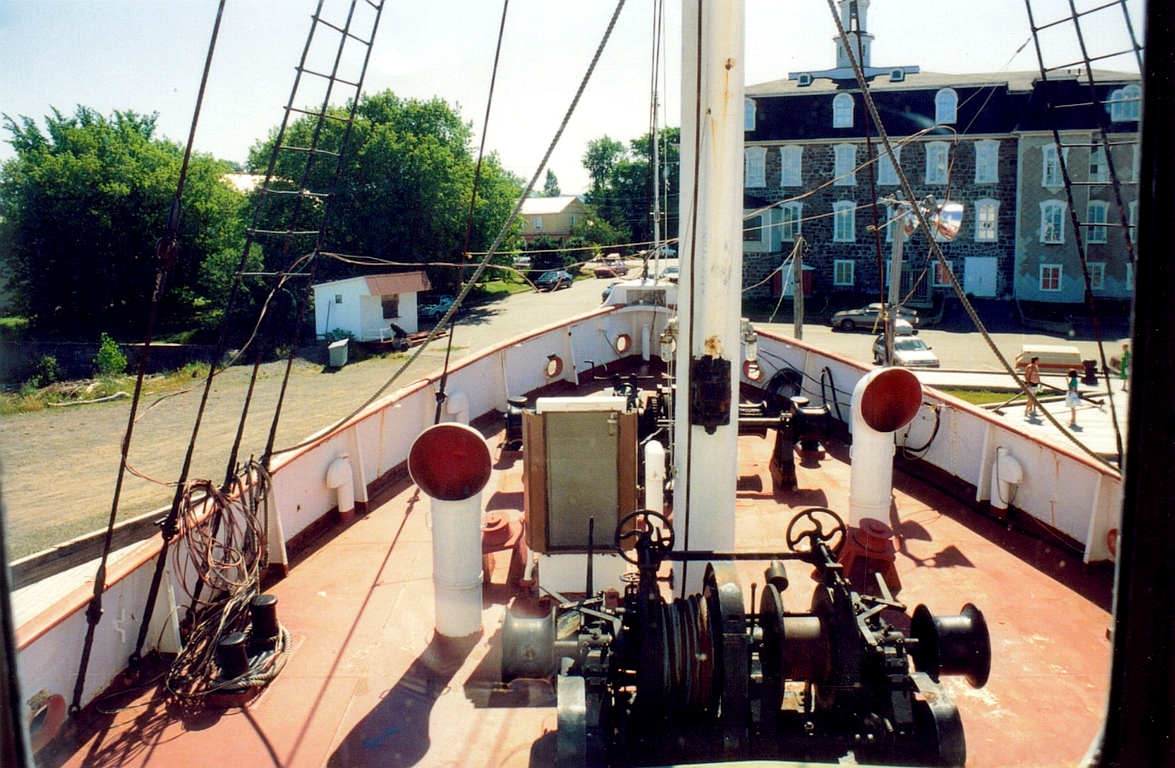
Vue du pont avant du NGCC Ernest Lapointe
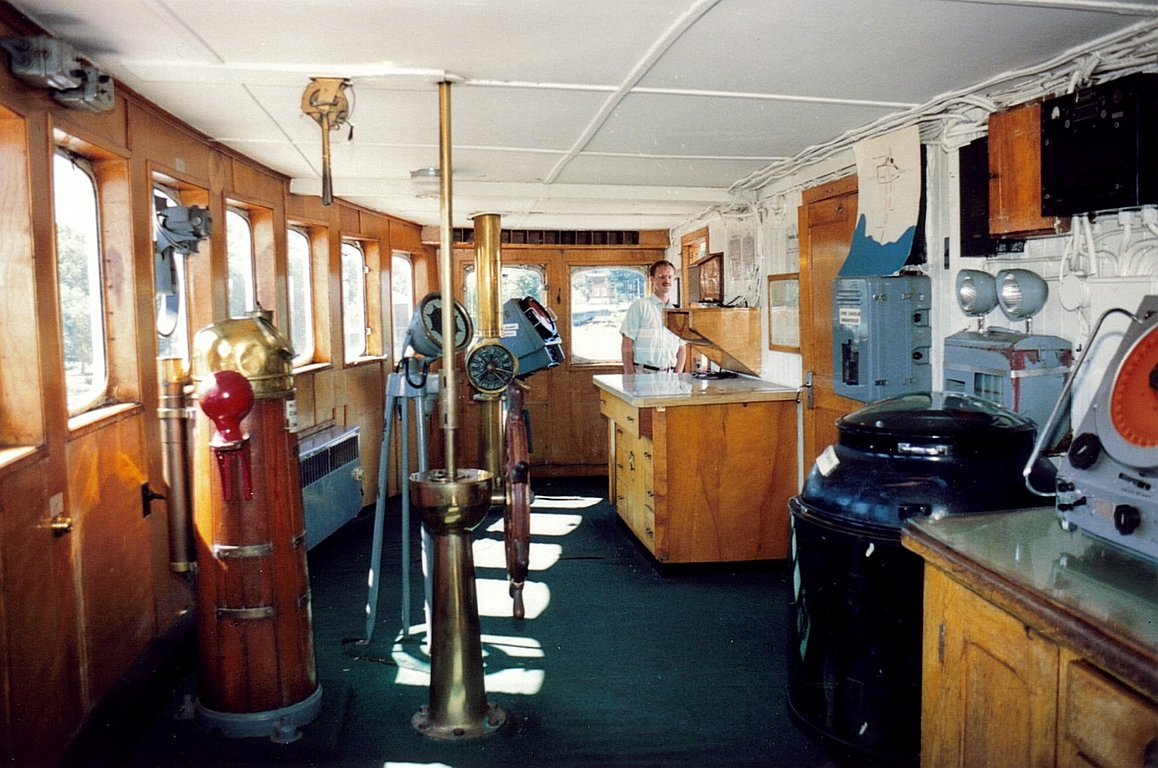
Dans la timonerie du NGCC Ernest Lapointe